# Raymond Atteveld
Raymond Atteveld (Amsterdam, 8 settembre 1966) è un allenatore di calcio, dirigente sportivo ed ex calciatore olandese, di ruolo centrocampista o difensore.